# العرب (جريدة)
صحيفة العرب هي صحيفة يومية مستقلة، وأول صحيفة عربيّة يوميّة تصدر في لندن وتوزع في الدول العربية والأوروبية. أسسها الصحفي الليبي الراحل أحمد الصالحين الهوني في يوليو 1977. تصدر عن مؤسّسة العرب العالمية للصحافة والنشر التي تأسست العام 1972.
عمل في هذه الصحيفة منذ تأسيسها عشرات الصحفيين المحترفين الذين بعد مغادرتهم الصحيفة صار لهم دور بارز في الجرائد التي صدرت لاحقا للصحيفة اللندنية.

## فروع الصحيفة
للصحيفة فروع في عدد من العواصم العربية، أهمها تونس وطرابلس والقاهرة وأبو ظبي.